# 岡村俊彦
岡村 俊彦（おかむら としひこ、1906年（明治39年）12月6日 - 1954年（昭和29年）11月23日）は、日本の物理学者である。

## 経歴・人物
岡村輝彦の七男として東京に生まれる。1930年（昭和5年）に東北帝国大学（現在の東北大学）卒業後、同大学の金属材料研究所に勤務する。同研究所の所長だった本多光太郎に師事し、主に磁気研究に携わり1937年（昭和12年）に理学博士を取得した。1938年（昭和13年）には助教授となり同大学で教鞭を執り、5年後の1943年（昭和18年）には教授に昇格する。
1948年（昭和23年）から1954年に死去するまで東北大学の教授の傍ら同大学の科学計測研究所の所長を務め、磁気のよって熱による変化を主とした強磁性体を研究し「岡村・エルウーフ効果」と呼ばれる磁気効果を発見した。またフェライトにおける磁気共鳴吸収の研究にも携わり、モリブデンや金属粉精製法等の金属に関係する特許を多く取得した。